# دموکریت ۶۱۲۹
سیارک ۶۱۲۹ (به انگلیسی: 6129 Demokritos، نامگذاری:1989RB2) شش هزار و صد و بیست و نهمین سیارک کشف شده‌است که در ۴ سپتامبر ۱۹۸۹ کشف شد.
قدر مطلق سیارک برابر ۱۲٫۳۰ است.